# Thulani Serero
Thulani Serero (Soweto, 1990. április 11.) dél-afrikai válogatott labdarúgó, jelenleg a Khor Fakkan játékosa.

## Pályafutása

### Ajax Cape Town
A Sowetoban született, az Ajax Cape Town akadémiáján ismerkedett meg a labdarúgással. 2008-ban került fel az első csapatba, ahol Craig Rosslee akkori vezetőedző irányítása alatt debütált. A 2008–09-es szezonban összesen 11 alkalommal lépett pályára, és négy gólt szerzett, amivel a szezon végén a 7. helyre segítette csapatát. A következő szezonban megszilárdította helyét a csapatban, összesen 25 alkalommal lépett pályára, és két gólt szerzett. Az Ajax Cape Town ebben a szezonban is a 7. helyen végzett, Serero pedig a helyi médiában nagy figyelmet kapott a pályán nyújtott teljesítménye miatt.
A 2010–11-es szezonban Foppe de Haan irányítása alatt 11 bajnoki gólt szerezve a második helyre segítette a Ajax Cape Town csapatát, és a Telkom Kupa döntőjébe is bejutott. A szezon végén számos elismerést kapott, többek között az év PSL-futballistája, a szezon PSL-játékosa, és az ABSA Premiership Red Hot Young Player díjat. 2011. május 22-én, 2,5 millió euróért szerződtette az Ajax.

### AFC Ajax
2011. május 22-én jelentették be, hogy négyéves szerződést kötött az Ajax csapatával. Szerződtetése után úgy nyilatkozott, hogy "egy álma vált valóra". 2011. augusztus 7-én, a De Graafschap ellen debütált az Ajaxban. Sérülése miatt az első szezonjában összesen csak 6 mérkőzésen lépett pályára. Első gólját a NAC Breda elleni hazai győzelem alkalmával szerezte. Két héttel később duplázott az SC Heerenveen ellen, és az 53. percben kiállították.
2013. augusztus 5-én debütált az holland másodosztályban, az Ajax tartalékcsapatában, a Jong Ajaxban, a Telstar elleni 2–0-s siker alkalmával. 2013. november 26-án megszerezte első gólját a Bajnokok Ligájában, az Barcelona ellen hazai pályán 2–1-re megnyert mérkőzésen.
2015 tavaszán szóbahozták az AC Milannal, de végül maradt az Ajaxban. A szerződését nem hosszabbították meg, így 2017 júniusának végén szerződése lejártával távozott az Ajaxtól.

### Vitesse
2017. június 14-én hároméves szerződést írt alá Vitesse csapatával.

### Al Jazira
2019 augusztusában az emírségekbeli Al Jazira klubhoz szerződött. A 2020-21-es szezonban hozzájárult klubja bajnoki címéhez, és a legjobb külföldi játékosnak járó díjat is elnyerte.

### Khor Fakkan
2023. szeptember 12-én aláírt a szintén emírségekbeli Khor Fakkan csapatához.

## A válogatottban
2011. február 9-én debütált a dél-afrikai válogatottban, Kenya elleni barátságos mérkőzésen a második félidőben csereként lépett pályára. 
Fegyelmi okok miatt egy nappal a Botswana elleni 2014-es világbajnoki selejtező csoportmérkőzés előtt kikerült a válogatott keretéből. Gordon Igesund szerint Serero állítólag kijelentette a csapatorvosnak, hogy nem akar játszani a mérkőzésen, a közelgő Bajnokok Ligája mérkőzés előtt. Serero tagadta ezt, és azzal védekezett, hogy sérült volt, és ezért nem szeretett volna a meccsen játszani.
2014. november 15-én megszerezte első gólját a dél-afrikai válogatottban a 2015-ös Afrikai Nemzetek Kupája selejtező mérkőzésén, a Szudán elleni 2-1-es hazai győzelem alkalmával.

## Góljai a dél-afrikai válogatottban
| #  | Dátum              | Ellenfél | Eredmény | Kiírás        | Esemény |
| -- | ------------------ | -------- | -------- | ------------- | ------- |
| 1. | 2014. november 15. | Szudán   | 2 – 1    | ANK-selejtező | 38' 82' |
| 2. | 2016. november 12. | Szenegál | 2 – 1    | VB-selejtező  | 42' 81' |

## Statisztika
2013. május 12.
| Szezon                  | Klubcsapat              |                         | Bajnokság               | Bajnokság | Bajnokság | Kupa  | Kupa  | Nemzetközi | Nemzetközi | Egyéb | Egyéb | Összesen | Összesen |
| Szezon                  | Klubcsapat              | Mérk.                   | Bajnokság               | Gólok     | Mérk.     | Gólok | Mérk. | Gólok      | Mérk.      | Gólok | Mérk. | Gólok    |          |
| ----------------------- | ----------------------- | ----------------------- | ----------------------- | --------- | --------- | ----- | ----- | ---------- | ---------- | ----- | ----- | -------- | -------- |
| 2008/09                 | Ajax Cape Town FC       |                         | Premier Soccer League   | 10        | 4         | 0     | 0     | —          | —          | —     | —     | 10       | 4        |
| 2009/10                 | Ajax Cape Town FC       | 25                      | Premier Soccer League   | 2         | 0         | 0     | —     | —          | —          | —     | 25    | 2        |          |
| 2010/11                 | Ajax Cape Town FC       | 28                      | Premier Soccer League   | 10        | 0         | 0     | —     | —          | —          | —     | 28    | 10       |          |
| AJAX CAPE TOWN ÖSSZESEN | AJAX CAPE TOWN ÖSSZESEN | AJAX CAPE TOWN ÖSSZESEN | AJAX CAPE TOWN ÖSSZESEN | 63        | 16        | 0     | 0     | 0          | 0          | 0     | 0     | 63       | 16       |
| 2011/12                 | AFC Ajax                |                         | Eredivisie              | 7         | 0         | 1     | 0     | 2          | 0          | 0     | 0     | 10       | 0        |
| 2012/13                 | AFC Ajax                | 9                       | Eredivisie              | 3         | 1         | 0     | 1     | 0          | 0          | 0     | 11    | 3        |          |
| 2013/14                 | AFC Ajax                | 0                       | Eredivisie              | 0         | 0         | 0     | 0     | 0          | 0          | 0     | 0     | 0        |          |
| AFC AJAX ÖSSZESEN       | AFC AJAX ÖSSZESEN       | AFC AJAX ÖSSZESEN       | AFC AJAX ÖSSZESEN       | 16        | 3         | 2     | 0     | 3          | 0          | 0     | 0     | 21       | 3        |
| ÖSSZESEN                | ÖSSZESEN                | ÖSSZESEN                | ÖSSZESEN                | 79        | 19        | 2     | 0     | 3          | 0          | 0     | 0     | 84       | 19       |

## Sikerei, díjai
Ajax Cape Town
- MTN ezüstérmes: 2009
- Telkom Knockout ezüstérmes: 2010

 Ajax
- Holland bajnok: 2011–12, 2012–13, 2013–14
- Johan Cruijff kupagyőztes: 2013

 Al Jazira
- UAE Pro League bajnok: 2020–21

Egyéni
- Premier Soccer League "Év Legjobb fiatal játékosa": 2009
- Premier Soccer League "Év Legjobb játékosa": 2011

## Fordítás
- Ez a szócikk részben vagy egészben  a   Thulani Serero című angol Wikipédia-szócikk fordításán alapul.  Az eredeti cikk szerkesztőit annak laptörténete sorolja fel. Ez a jelzés csupán a megfogalmazás eredetét és a szerzői jogokat jelzi, nem szolgál a cikkben szereplő információk forrásmegjelöléseként.